# Pangasianodon gigas
Pangasianodon gigas је зракоперка из реда Siluriformes.

## Угроженост
Ова врста је крајње угрожена и у великој опасности од изумирања.

## Распрострањење
Врста има станиште у Вијетнаму, Камбоџи, Лаосу и Тајланду.

## Популациони тренд
Популација ове врсте се смањује, судећи по расположивим подацима.

## Станиште
Станишта врсте су речни екосистеми и слатководна подручја. 
Врста је присутна на подручју реке Меконг у југоисточној Азији.